# Алёшковская городская община
Алёшковская городская община (укр. Олешківська міська громада) — территориальная община в Херсонском районе Херсонской области Украины.
Создана в ходе административно-территориальной реформы в июле 2020 года на территории Херсонской области путём объединения территорий и населённых пунктов Алёшковского городского совета, Казачье-Лагерского, Костогрызовского, Подстепненского, Раденского, Солонцовского сельских советов упразднённого Алёшковского района. Всего община включает 1 город, 10 сёл, 2 посёлка. Своё название община получила от названия административного центра, где размещены органы власти — город Алёшки. 
Население общины на момент создания составляло  38 313 человек, площадь общины  799,2 км².

## Населённые пункты
В состав общины входит город Алёшки — 25 217 жителей, сёла Саги — 804 жителя, Казачьи Лагери — 3722 жителя, Крынки — 991 житель, Костогрызово — 1931 житель, Поды — 141 житель, Подстепное — 592 жителя, Песчановка — 582 жителя, Раденск — 3972 жителя, Челбурда — 633 жителя, Солонцы — 1051 житель, посёлки Пойма — 117 жителей, Подлесное — 152 жителя.

## История общины
С марта 2022 года община находится под российской оккупацией в результате вторжения России в Украину.